# Van der Corput-rij
Een Van der Corput-rij is een rij op het eenheidsinterval [0,1] die in 1935 werd ingevoerd door de Nederlandse wiskundige J. G. van der Corput. De rij ontstaat door in de voorstelling van de  natuurlijke getallen in een bepaald talstelsel de volgorde van de cijfers om te draaien en het resultaat als cijfers achter de komma te interpreteren. Zo zijn bijvoorbeeld in het decimale stelsel de termen in de rij met indices 317 en 1000 de getallen 0,713 en 0,0001.
De rij heeft de eigenschap die in het Engels low-discrepancy heet, wat onder meer het volgende inhoudt. De elementen van de Van der Corput-rij vormen op elke basis een dichte verzameling in het eenheidsinterval [0,1]. Voor elk reëel getal in [0,1] bestaat er een deelrij van de Van der Corput-rij die convergeert naar dat getal. De elementen zijn uniform verdeeld over het eenheidsinterval.

## Voorbeelden
De decimale Van der Corput-rij heeft als begin
0,1; 0,2; 0,3; 0,4; 0,5; 0,6; 0,7; 0,8; 0,9; 
0,01; 0,11; 0,21; 0,31; 0,41; 0,51; 0,61; 0,71; 0,81; 0,91;
0,02; 0,12; 0,22; 0,32 ...
...
0,001; 0,101; 0,201; 0,301; 0,401; 0,501; 0,601; 0,701; 0,801; 0,901 ...
De binaire Van der Corput-rij kan geschreven worden als
0,12
0,012, 0,112
0,0012, 0,1012, 0,0112, 0,1112
0,00012, 0,10012 0,01012, 0,11012, 0,00112, 0,10112 0,01112, 0,11112 ...
of als
{\displaystyle {\frac {1}{2}},{\frac {1}{4}},{\frac {3}{4}},{\frac {1}{8}},{\frac {5}{8}},{\frac {3}{8}},{\frac {7}{8}},{\frac {1}{16}},{\frac {9}{16}},{\frac {5}{16}},{\frac {13}{16}},{\frac {3}{16}},{\frac {11}{16}},{\frac {7}{16}},{\frac {15}{16}},\ldots }

## Verwijzingen
- J. G. van der Corput, Verteilungsfunktionen. Proc. Ned. Akad. v. Wet., 38:813–821, 1935
- J. G. van der Corput, Proc. Kon. Ned. Akad. Wetensch. 38, 1058-1066, 1935
- T. van Aardenne-Ehrenfest, Proc. Kon. Ned. Akad. Wetensch. 52, 734-739, 1949
- L. Kuipers en H. Niederreiter, Uniform distribution of sequences, Dover Publications, 2005, ISBN 0-486-45019-8, p. 129,158